# Teodor Peterek

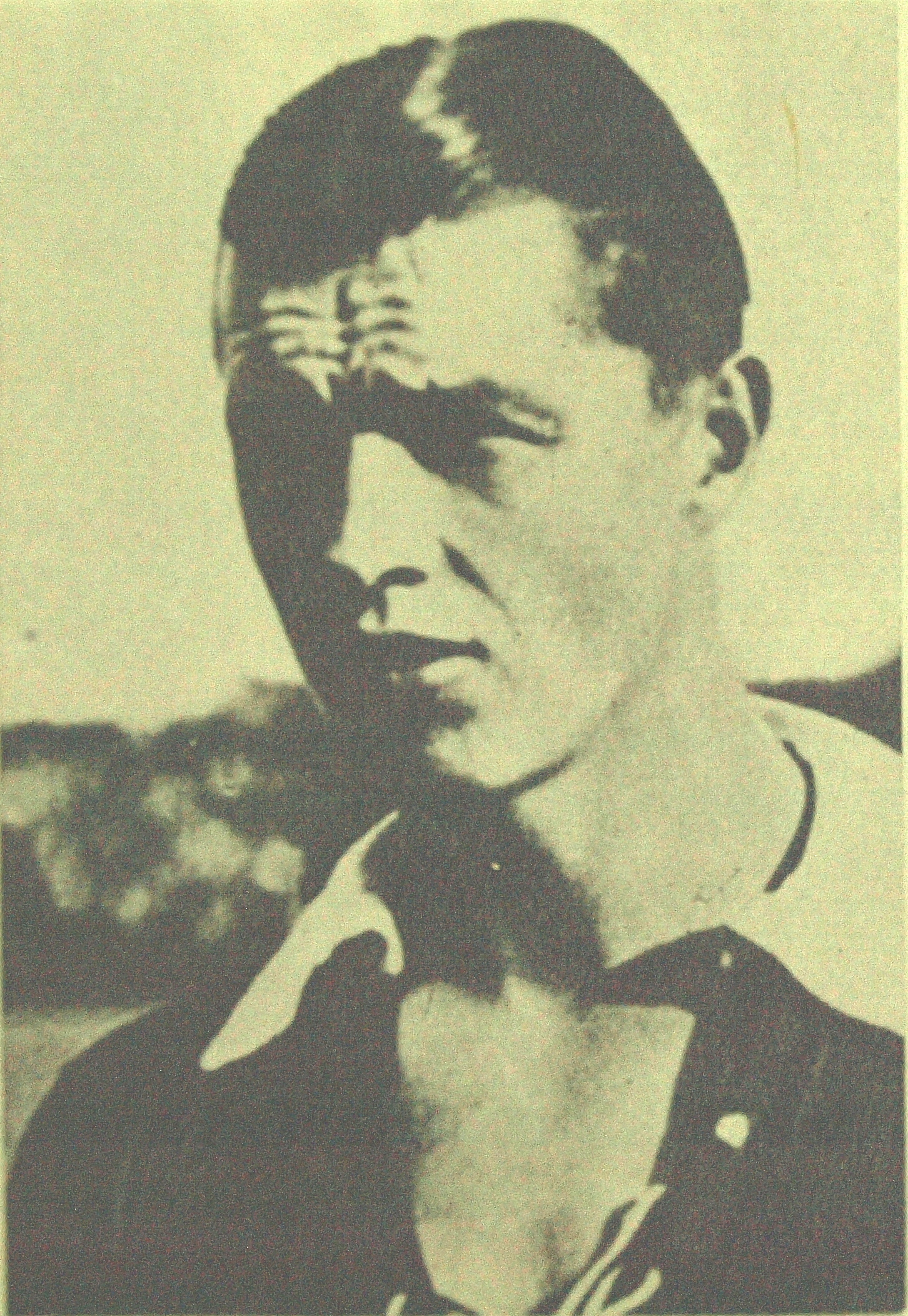
Teodor Peterek

Teodor Peterek (* 7. November 1910 in Schwientochlowitz als Theodor Petereck; † 12. Januar 1969 in Słupiec) war ein polnischer Fußballspieler.

## Karriere

### Zwischenkriegszeit
Peterek wurde als Staatsbürger Preußens im Deutschen Kaiserreich geboren. Sein Vorname wurde zunächst in der deutschen Schreibweise „Theodor“ geschrieben. Mit dem Anschluss Ostoberschlesiens an Polen 1922 erhielt er die polnische Staatsbürgerschaft, sein Vorname wurde polonisiert. Als Jugendlicher trat er der Fußballabteilung des Clubs Śląsk Świętochłowice bei. 1927 wechselte er zu den Junioren von Ruch Wielkie Hajduki und sicherte sich schon im folgenden Jahr als 18-Jähriger die Position des Mittelstürmers der ersten Mannschaft. Elf Jahre lang, bis zum Beginn des Zweiten Weltkriegs, behauptete er sich auf dieser Position.
1932 bekam er auf Wunsch der Leitung des Militärclubs Legia Warschau die Einberufung zum Wehrdienst in die Hauptstadt. Er sollte dort die erste Mannschaft von Legia verstärken. Doch gelang es der Führung des Wehrbezirks Schlesien in Kattowitz, Petereks Weggang zu blockieren. Er konnte weiter in den Farben von Ruch spielen, in denen er 1933 erstmals den Meistertitel errang.
Bei der ersten Auslandstournee des neuen polnischen Meisters erzielte er 1934 beim 1:0-Sieg bei Bayern München den einzigen Treffer der Partie. Formal arbeitete er als Hilfsmaschinist in der Kokerei der Batory-Hütte, die Ruch sponserte.
Mit Ernst Willimowski und Gerard Wodarz bildete er den erfolgreichsten Sturm in der Geschichte der obersten polnischen Liga. Vor allem dank dieser „drei schlesischen Könige“ wurde Ruch zwischen 1933 und 1938 fünfmal polnischer Meister. All die Jahre sahen sich Presseberichten zufolge Willimowski und Peterek als Konkurrenten an. 1938 habe Willimowski der Vereinsleitung ein Ultimatum gestellt: „Peterek oder ich!“ Doch letztlich vertrugen sich beide immer wieder.
Der 1,82 Meter große und überaus kopfballstarke Peterek wurde 1936 (gemeinsam mit Willimowski) mit 18 Treffern und 1938 mit 21 Treffern Torschützenkönig. Mit insgesamt 154 Toren in 189 Pflichtspielen war er der erfolgreichste Torjäger der Zwischenkriegszeit, mit großem Abstand vor dem Zweitplatzierten, Friedrich Scherfke von Warta Posen, der auf 131 Treffer kam.
Wiederholt wurde er vom Platz gestellt und vom Fußballverband PZPN disziplinarisch bestraft. Großes Echo in der Sportpresse fand ein Zwischenfall in einem Ligaspiel gegen den Lokalrivalen AKS Chorzów: Als der AKS-Torwart einen Elfmeter Petereks hielt, warf dieser ihm eine Handvoll Erde ins Gesicht.
Zwischen 1931 und 1938 wurde er neunmal in die Nationalmannschaft berufen. Mit ihr erreichte er bei den Olympischen Spielen in Berlin 1936 das Halbfinale. Im Trikot der Nationalelf erzielt er sechs Treffer, darunter bei der 1:4-Niederlage gegen Deutschland in Chemnitz 1938.

### Im Zweiten Weltkrieg
In der letzten Augustwoche 1939 wurde er im Rahmen der allgemeinen Mobilmachung zu den polnischen Streitkräften einberufen. Nach dem Ende der Kämpfe konnte er an seinen Heimatort zurückkehren. Mit dem Wiederanschluss Ostoberschlesiens an das Deutsche Reich im Oktober 1939 wurde die polnische Vereinsleitung von Ruch verhaftet und durch Deutsche ersetzt, der Club bekam wieder seinen alten deutschen Namen Bismarckhütter SV (BSV). Der Vorname Petereks, der wie fast alle seiner Clubkameraden die deutsche Volksliste unterzeichnete, wurde von den deutschen Behörden und Zeitungen wieder „Theodor“ geschrieben.
Mit anderen ehemaligen polnischen Nationalspielern, darunter der Torwart Erich Tatusch (polnisch: Eryk Tatuś) und der Stürmer Gerhard Wodarz, spielte er beim BSV und in der Auswahlmannschaft der Gauliga Oberschlesien. Im Juni 1940 nahm er in Kattowitz am ersten Auswahllehrgang des Reichstrainers Josef Herberger für Spieler aus Oberschlesien teil.
Im Juli 1942 wurde er zur Wehrmacht eingezogen. Doch wurde er zunächst heimatnah eingesetzt, so dass er bis zum November 1944 regelmäßig an den Punktespielen des BSV teilnehmen konnte. Ende 1944 wurde er an die Westfront versetzt. Als Obergefreiter geriet er Anfang April 1945 bei Hameln in Niedersachsen in amerikanische Kriegsgefangenschaft.

### Nachkriegszeit
Als früherer Staatsangehöriger Polens wurde er den unter alliiertem Oberkommando stehenden polnischen Streitkräften im Westen überstellt. Er kam zu einer in Südfrankreich stationierten Einheit, wo die prowestliche Führung der dortigen polnischen Verbände zunächst die weitere politische Entwicklung in der Heimat abwartete. Dort spielte er für die Fußballmannschaft seines Regiments, insgesamt absolvierte er 88 Partien.
1946 kehrte er nach Polen zurück und spielte wieder für Ruch Chorzów. Ebenso wie andere oberschlesische Spitzenspieler musste er sich vor dem kommunistisch kontrollierten Sicherheitsamt UB für seine Auftritte in deutschen Vereinen rechtfertigen. Er konnte zu seiner Verteidigung anführen, dass er von den deutschen Besatzern im Krieg zunächst in die dritte Volksliste eingetragen wurde, es also Zweifel an seinem „Deutschtum“ bestanden. Er kam straffrei davon.
1948 beendete er seine aktive Karriere. Er machte sein Trainerdiplom beim damaligen Nationaltrainer Wacław Kuchar. Doch hatte er selbst als Trainer von Dritt- und Viertligavereinen, vor allem in Oberschlesien, wenig Erfolg. Er kehrte ein weiteres Mal zu Ruch zurück, um die Junioren zu übernehmen.
Im polnischen „Tauwetter“ von 1956 schrieb ein Journalist auf der Grundlage seiner Erzählungen seine Memoiren und publizierte sie als Serie in den Lokalzeitungen Życie Chorzowa und Goniec Górnośląski in Chorzów. Darin blieben seine Einsätze für deutsche Mannschaften und sein Kriegsdienst in der Wehrmacht allerdings ausgespart. Kopien der Zeitungsserie wurden in Buchform gebunden. Das einzige der Öffentlichkeit zur Verfügung stehende Exemplar befindet sich in der Schlesischen Bibliothek in Kattowitz. Die Memoiren blieben in Polen bis zur Wende von 1989/90 weitgehend unbekannt, u. a., weil er sich darin überaus positiv über seinen früheren Rivalen Willimowski äußerte, der ja offiziell als Verräter galt.